# 12 and a Half Angry Men
12 and a Half Angry Men (titulado 12 hombres y medio furiosos en Hispanoamérica y 12 hombres y medio sin piedad en España) es el décimo sexto episodio de undécima temporada de la serie de televisión animada de comedia Padre de familia. Se estrenó originalmente el 24 de marzo de 2013 en Estados Unidos mediante FOX.

## Argumento
Cuando se da la noticia del asesinato del asistente del alcalde Adam West,se apunta a él como principal sospechoso y es enviado a juicio. El jurado seleccionado para el juicio consiste en Peter Griffin, Brian Griffin, Glenn Quagmire, Mort Goldman, Tom Tucker, John Herbert, Carter Pewterschmidt, Dr. Hartman, Seamus, Bruce, Carl, y Consuela. Brian es el único que vota "no culpable" e intenta convencer a sus compañeros del jurado de que existe una duda razonable de la culpabilidad del alcalde. Su insistencia frustra a los demás, que no confían en el Alcalde porque es un político. El análisis de Brian de la evidencia apunta incoherencias. Brian está de acuerdo en que si nadie está convencido de la posibilidad de la inocencia del alcalde West entonces él cambiará su voto, pero un voto aparece de Herbert donde él piensa que existe la posibilidad de la inocencia. Los otros miembros del jurado solo quieren volver a casa. Bruce pide un descanso y Quagmire regaña a Brian por no estar de acuerdo cuando tuvo la oportunidad.
De vuelta en la sala del jurado, Brian cuestiona al testigo su testimonio de que haya visto el crimen en una orgía y Quagmire intenta demostrar que realmente podría suceder, pero se da cuenta de que Brian puede estar en lo cierto cuando su manifestación demuestra que el testigo no pudo haber visto por una ventana durante la orgía, y termina admitiendo que Brian tenía razón.
El jurado se encuentra muerto encerrado en 6-6 y Tom Tucker sigue resistiéndose a dar un veredicto de culpabilidad hasta que el Dr. Hartman le responde. Peter cambia su voto después se entera de lo que significa "culpable". Más tarde, con Carter como único reducto de la culpabilidad, Brian desafía su pensamiento hasta que Carter revela que fue traicionado por el Alcalde y cede en su voto a "inocente". Absuelto del delito, el Alcalde Adam West retoma sus funciones.
De vuelta en la casa de Griffin, Stewie está satisfecho que demostraron que el alcalde Adam West era inocente y revela que se han producido 8 asesinatos, lo que demuestra que un maniático anda suelto. Las luces se apagan, lo que impulsa a Stewie a decir "Y nos va a matar."

## Recepción

### Recepción crítica
Kevin McFarland de The A.V. Club le dio al episodio una B-. Mark Trammell de TV Equals dijo: "Yo no sé si puedo decir con verdad que "12 and a Half Angry Men "trabajaron por completo, pero tampoco era una vergüenza, supongo. Por aquellos de ustedes que tiene la alusión del título ya saben, la trama principal se tomó del clásico "Twelve Angry Men", una obra de teatro que más tarde se convirtió en la fuente para varias películas.

### Audiencia
El episodio recibió una calificación de 2.6 de Rating en la demografía 18-49 y fue visto por 5.6 millones de personas. Fue el programa más visto en la noche de "dominación de la animación" en FOX, venciendo a Los Simpsons, Bob's Burgers y su spin-offThe Cleveland Show.